# Clee St. Margaret
Clee St. Margaret est une paroisse civile et un village du Shropshire, en Angleterre.